# لويز فرناندو دي ألميدا دا سيلفا
لويز فرناندو دي ألميدا دا سيلفا (بالألبانية: Luiz Fernando de Almeida da Silva‏) هو لاعب كرة قدم ألباني في مركز الدفاع، ولد في 14 يناير 1986 في كامبو غراندي في البرازيل. لعب مع نادي تيوتا دورس ونادي سامبايو كوريا.

## وصلات خارجية
- لويز فرناندو دي ألميدا دا سيلفا على موقع Soccerway.com (الإنجليزية)